# Жужанна Тіба
Жужанна Тіба (угор. Zsuzsanna Tiba, 31 березня 1976) — угорська ватерполістка.
Учасниця Олімпійських Ігор 2004 року. Срібна медалістка Чемпіонату світу з водних видів спорту 2001 року.